# Episodi di The Unit (terza stagione)
La terza stagione della serie televisiva The Unit è stata trasmessa in prima visione: negli USA dal 25 settembre al 18 dicembre 2007 ed in Italia in P.P.V. sul canale FX (Bouquet Sky) dal 19 novembre al 24 dicembre 2009 mentre, sempre in Italia ma in chiaro, è andata in onda su Rete 4 dal 5 dicembre 2009 al 20 febbraio 2010.
| nº | Titolo originale         | Titolo italiano     | Prima TV USA      | Prima TV Italia  |
| -- | ------------------------ | ------------------- | ----------------- | ---------------- |
| 1  | Pandemonium (Part 1)     | La mappa            | 25 settembre 2007 | 19 novembre 2009 |
| 2  | Pandemonium (Part 2)     | Catena di comando   | 2 ottobre 2007    | 26 novembre 2009 |
| 3  | Always Kiss Them Goodbye | L'attentato         | 9 ottobre 2007    | 26 novembre 2009 |
| 4  | Every Step You Take      | La rivolta          | 16 ottobre 2007   | 3 dicembre 2009  |
| 5  | Inside Out               | Missione in Francia | 23 ottobre 2007   | 3 dicembre 2009  |
| 6  | M.Ps                     | Finto atto di pietà | 30 ottobre 2007   | 10 dicembre 2009 |
| 7  | Five Brothers            | In trappola         | 6 novembre 2007   | 10 dicembre 2009 |
| 8  | Play 16                  | Gioco 16            | 13 novembre 2007  | 17 dicembre 2009 |
| 9  | Binary Explosion         | L'esplosivo binario | 20 novembre 2007  | 17 dicembre 2009 |
| 10 | Gone Missing             | Il senso della vita | 27 novembre 2007  | 24 dicembre 2009 |
| 11 | Side Angle Side          | Doppio gioco        | 18 dicembre 2007  | 24 dicembre 2009 |